# 波多野二郎
波多野 二郎（はたの じろう、1885年〈明治18年〉2月15日 - 1962年〈昭和37年〉1月15日）は、日本の海軍軍人、政治家、華族。最終階級は海軍大佐。貴族院子爵議員。

## 経歴
本籍は東京府。裁判官・波多野敬直の二男として生まれる。父の死去に伴い、1922年（大正11年）9月20日に子爵を襲爵した。
1906年（明治39年）11月19日、海軍兵学校（34期）を卒業し、1907年（明治40年）12月20日、海軍少尉に任官した。以後、「駒橋」艦長、「高崎」特務艦長、「利根」艦長、「日進」艦長、横須賀鎮守府付などを歴任。海軍大佐に進み、1930年（昭和5年）予備役に編入された。
1939年（昭和14年）7月10日、貴族院子爵議員に選出され、研究会に所属して活動し、1946年（昭和21年）4月13日に辞職した。その後、公職追放となった。

## 親族
- 母 波多野鹿子（しかこ、中島清武二女）[1]
- 継母 波多野ため（為子、矢野冝温二女）[1]
- 妻 波多野勝子（外交官島村久長女）[1][11][12]
- 婿養子 波多野隆国（西郷寅太郎五男）[1]
- 長女 波多野静子（隆国の妻）[1]